# Granite (Oklahoma)
Granite és un poble dels Estats Units a l'estat d'Oklahoma. Segons el cens del 2000 tenia 1.844 habitants.

## Demografia
Segons el cens del 2000, Granite tenia 1.844 habitants, 443 habitatges, i 283 famílies. La densitat de població era de 450,6 habitants per km².
Dels 443 habitatges en un 27,1% hi vivien nens de menys de 18 anys, en un 48,8% hi vivien parelles casades, en un 10,4% dones solteres, i en un 36,1% no eren unitats familiars. En el 33,9% dels habitatges hi vivien persones soles el 18,1% de les quals corresponia a persones de 65 anys o més que vivien soles. El nombre mitjà de persones vivint en cada habitatge era de 2,26 i el nombre mitjà de persones que vivien en cada família era de 2,88.
Per edats la població es repartia de la següent manera: un 13,7% tenia menys de 18 anys, un 12,6% entre 18 i 24, un 43,2% entre 25 i 44, un 18,3% de 45 a 60 i un 12,2% 65 anys o més.
L'edat mediana era de 36 anys. Per cada 100 dones de 18 o més anys hi havia 304,8 homes.
La renda mediana per habitatge era de 25.438 $ i la renda mediana per família de 30.703 $. Els homes tenien una renda mediana de 23.125 $ mentre que les dones 20.368 $. La renda per capita de la població era de 12.599 $. Entorn del 13,1% de les famílies i el 17,5% de la població estaven per davall del llindar de pobresa.

## Poblacions més properes
El següent diagrama mostra les poblacions més properes.